# Afer Calas
L'afer Calas és un cas judicial que es va desenvolupar a mitjan segle xviii a Tolosa de Llenguadoc, que s'ha fet cèlebre per la intervenció de Voltaire.
L'assumpte és revelador del tractament que en aquell temps tenia un sospitós, després acusat, sense el suport d'un advocat (reemplaçat per libels anomentas pamflets (factums, en francès), on una jerarquia de proves (adminicule i monitori), el secret de la instrucció i un procediment inquisitorial transformen el presumpte culpable en víctima expiatòria.

## L'assumpte
La família Calas vivia al carrer dels Filatiers n.16 (avui n°; 50) a Tolosa de Llenguadoc. El 13 d'octubre de 1761, el seu fill gran, Marc-Antoine, va ser trobat penjat a la botiga familiar, en una porta. Homicidi o suïcidi? Els Calas (el pare i el germà segon en particular) varen ser acusats de l'homicidi tot i que ells deien haver-lo despenjat perquè Marc-Antoine no experimentés el tracte infligit als suïcides.

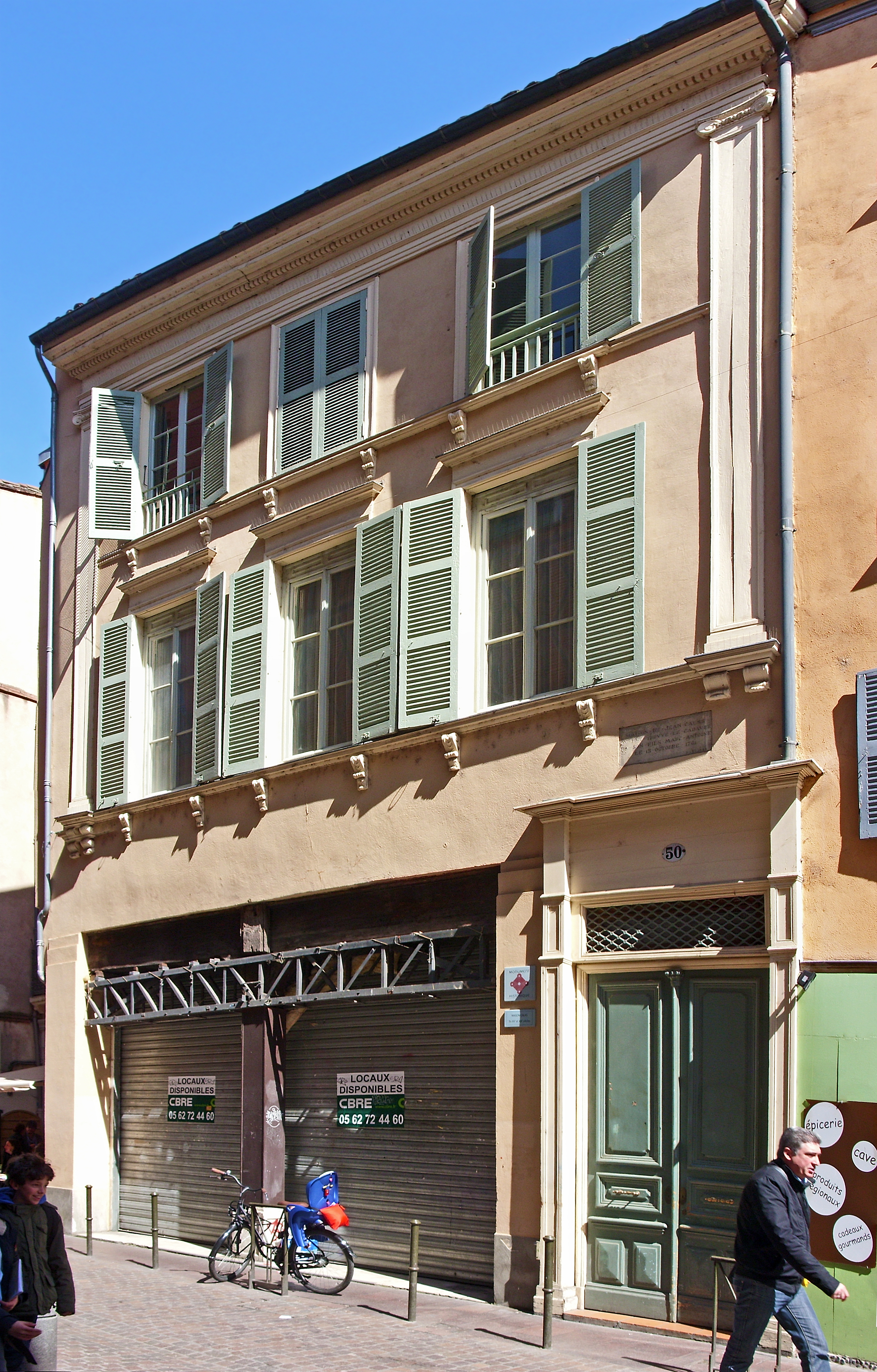
La casa de Jean Calas, Tolosa.

Però els Calas eren uns "nous conversos" que en la intimitat continuaven practicant el culte protestant, i amb això n'hi va haver prou perquè el capitol David de Beaudrigue, convençut pels remors del veïnatge i al·legant la voluntat de Marc-Antoine d'escollir realment la religió catòlica, exigís una major investigació sotmetent Jean Calas a un nou interrogatori.
El cercle s'estrenyia al voltant de Jean Calas després del veredicte pel parlament de Tolosa de Llenguadoc. Aquest últim el va condemnar a mort el 10 de març de 1762, sense que el judici estigués justificat. El desafortunat Calas va ser condemnat a la tortura de la roda. Es va sotmetre a una llarga sessió de tortura, però sense reconèixer res i proclamant la seva innocència. Enrodat a la plaça Saint-Georges, Jean Calas va ser després escanyat i cremat dues hores més tard.
Exiliat, un altre fill de Jean Calas, Pierre, va anar a la ciutat calvinista de Ginebra, on va trobar Voltaire. El filòsof va creure, inicialment, que l'acusació estava fonamentada i va anar a redactar, escandalitzat fins i tot, una carta incendiària sobre Jean Calas. Però, convençut per Pierre de la seva innocència, va formar un grup de pressió amb els seus amics i va utilitzar la seva ironia corrosiva perquè es fes justícia.

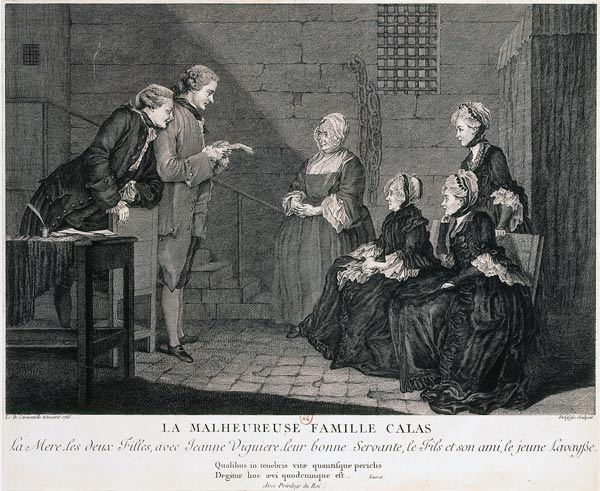
La desafortunada família Calas.
Gravat de Jean-Baptiste Delafosse segons Carmontelle (1665).
Llegenda: «La Mare, les dues Noies, amb Jeanne Viguière, la seva minyona, el fill i el seu amic, el jove Lavaysse.»

Per tal d'aconseguir la revisió del procés, Voltaire va publicar el 1763, l'obra Tractat sobre la tolerància en ocasió de la mort de Jean Calas mentre que la família havia obtingut una entrevista a Versalles amb Lluís XV. El capitoul, és a dir, l'oficial municipal de Tolosa de Llenguadoc, que havia contribuït àmpliament a fer créixer les falses acusacions contra Calas, va ser destituït. El 1765, Voltaire aconsegueix fer revisar el procés i obtenir una detenció que declarava Calas innocent i rehabilitava la seva memòria.
El procés de Calas forma part de les causes cèlebres. Ha proporcionat a Marie-Joseph Chénier, a Jean-Louis Laya i a Auguste-Jacques Lemierre d'Argy el tema dels seus drames populars. Athanase Coquerel va publicar el 1858 Jean Calas i la seva família.
Cronologia detallada
- El 19 de març 1698, Jean Calas neix a La Cabareda, prop de Castres. De família protestant, rep tanmateix quatre dies més tard el bateig de l'Església catòlica.
- S'instal·la el 1722 com a venedor de roba al carrer dels Filatiers a Tolosa de Llenguadoc.
- El 19 d'octubre 1731, es casa amb Anne-Rose Cabibel, de confessió protestant. Tindran quatre fills i dues noies: Marc-Antoine (nascut el 7 de novembre de 1732), Pierre, Louis, Donat, Anne i Anne-Rose.
- El 18 de maig 1759, Marc Antoine Calas és rebut batxiller en dret. Però no pot obtenir de les autoritats eclesiàstiques el certificat necessari per a la defensa dels actes de llicència.
- El 24 de gener de 1761, l'intendent del Llenguadoc rep una carta del subdelegat de Tolosa de Llenguadoc, fent constar la mala voluntat de Jean Calas a subvenir a les necessitats del seu fill Louis, no vivint ja sota la teulada familiar i havent-se convertit al catolicisme el 1756.
- El 13 d'octubre de 1761, Marc Antoine és trobat escanyat a la planta baixa de casa seva.
- El capitoul David de Beaudrigue porta la investigació. Interroga a Jean i Pere Calas, així com Gaubert Lavaisse, convidat el mateix vespre del drama, el 15 d'octubre de 1761.
- Els acusats revelen haver trobat Marc Antoine penjat, i haver maquillat el suïcidi com un homicidi, i després haver mentit als investigadors per tal d'estalviar al difunt la vergonya del suïcidi. En aquell temps, els cossos dels suïcidats eren sotmesos a un judici infamant.
- Molt d'aquests elements, el clergat tolosà i la multitud reclamaven un càstig exemplar per a aquesta família acusada d'un crim atroç: haver assassinat el seu fill que volia convertir-se al catolicisme. Reclamaven el càstig dels heretges.
- Ningú no va investigar si Marc Antoine tenia veritablement la intenció de convertir-se. Va ser declarat màrtir i enterrat segons el ritu catòlic, el seu taüt escortat per 40 sacerdots penitents blancs i enmig d'una multitud immensa.
- El 18 de novembre de 1761, els capitouls afirmen que Jean, Anne-Rose, Pierre Calas, Jeanne Viguière la minyona, i Gaubert Lavaysse són culpables. Es decideix sotmetre a la tortura a Jean Calas, la seva dona i el seu fill Pierre, i d'infligir la qüestió a Gaubert Lavaysse i a Jeanne Viguière.
- Varen fer una apel·lació davant el jutge de Tolosa de Llenguadoc.
- El 9 de març de 1762, a partir de les conclusions del procurador general Riquet de Bonrepos, el parlament va condemnar per 8 vots sobre 13 la tortura per a Jean Calas. L'execució es va fer el 10 de març, Jean Calas mor a "la roda", a la plaça Saint-Georges, proclamant la seva innocència. El seu cos va ser cremat sobre una foguera i les cendres llançades al vent.
- El 18 març de 1762, Pierre és desterrat, la seva mare, Jeanne Viguière i Lavaisse són absolts, les dues noies Calas tancades en convents. Els béns de la família són confiscats.
- El 14 d'abril de 1763 Antoine Louis presenta públicament Memòria sobre una pregunta anatòmica relativa a la jurisprudència, en la qual s'estableixen els principis per distingir a la inspecció d'un cos trobat penjat el signe del suïcidi dels de l'assassinat.

- Calas i la seva família són definitivament rehabilitats el 1765, per una assemblea de 80 jutges i pel consell del rei.
- El rei va concedir a la família una pensió de 36.000 lliures.

Voltaire va ser així el primer escriptor francès a introduir-se públicament en un assumpte judicial. El seu Tractat sobre la tolerància va donar els seus fruits, ja que Jean Calas va ser rehabilitat.